# テッド・ロス
テッド・ロス（Ted Ross,  1934年6月30日 - 2002年9月3日）は、アメリカ合衆国の俳優、舞台俳優である。

## 来歴
1934年、オハイオ州・ゼインズビルに生まれる。母親のエリザベスは、ナイトクラブの歌手だったこともあり、10代の頃からナイトクラブなどに出入りをし、ショービジネスの世界を目指すようになる。1950年に高校を中退後、アメリカ空軍へ入隊。退役後はロサンゼルスに渡り、ストリップクラブの歌手兼MCとしてキャリアをスタート。その後、ニューヨークで演技を学び、ブロードウェイ舞台などでキャリアを積んだ。
1976年に『The Bingo Long Traveling All-Stars & Motor Kings』で映画デビューを果たし、その2年後の1978年に『オズの魔法使い』を黒人キャストでアレンジしたミュージカル映画『ウィズ』へ出演。同作品はブロードウェイ版へも出演しており、気弱なライオンを演じている。ロスの演技自体も高く評価され、派生した同作のビデオ版へも続投した。以降、ジャンルを問わず様々な映画やテレビドラマへ出演し、スティーヴ・グッテンバーグ主演のコメディ・シリーズ『ポリスアカデミー』や『コスビー・ショー』などへ出演。テリー・ギリアム監督でロビン・ウィリアムズ、ジェフ・ブリッジスが出演した『フィッシャー・キング』が遺作となった。

### 死去
2002年、故郷であるオハイオ州のデイトンで脳梗塞などからくる合併症により死去。68歳だった。

## 出演作品

### 映画
- The Bingo Long Traveling All-Stars & Motor Kings (1976)
- Minstrel Man (1977)
- ウィズ The Wiz (1978)
- Death Penalty (1978)
- ミスター・アーサー Arthur (1981)
- ラグタイム Ragtime (1981)
- Purlie (1981)
- デス・ベンジェンス Fighting Back (1982)
- 悪魔の棲む家PART2 Amityville II: The Possession (1982)
- ポリスアカデミー Police Academy (1984)
- ミスター・アーサー2 Arthur 2: On the Rocks (1988)
- 君がいた夏 Stealing Home (1988)
- フィッシャー・キング The Fisher King (1991)

### テレビドラマ
- ジェファーソンズ The Jeffersons (1978)
- Benson (1982)
- MacGruder and Loud (1985)
- ザ・シークレット・ハンター The Equalizer (1986)
- コスビー・ショー The Cosby Show (1987)
- A Different World (1987, 1988)

### 舞台
- Purlie (1970, 1972)
- レイズン Raisin (1973)
- ザ・ウィズ The Wiz (1975)